# Finn (rivière)
 (janvier 2016).
Si vous disposez d'ouvrages ou d'articles de référence ou si vous connaissez des sites web de qualité traitant du thème abordé ici, merci de compléter l'article en donnant les références utiles à sa vérifiabilité et en les liant à la section « Notes et références ».
La Finn est une rivière du comté de Donegal en république d'Irlande et dans le comté de Tyrone en Irlande du Nord.

## Géographie
Elle prend sa source au Lough Finn, un lac du comté de Donegal et coule vers l'est dans une vallée montagneuse en direction de Ballybofey et Stranorlar, qui se trouvent de part et d'autre de la rivière. Elle conflue ensuite avec la Mourne à Lifford pour former la Foyle.
Sa longueur est de 64 km.